# 3 دي سيستمز
3 دي سيستمز هي شركة يقع مقرها الرئيسي في روك هيل،كارولاينا الجنوبية تقوم بتصنيع وبيع طباعات ثلاثية الأبعاد.تشاك هال رئيس الشركة السابق أخترع ستيريوليثغرافي في 1986.